# 虛雲禪師塔院
29°05′36″N 115°34′46″E / 29.09333°N 115.57944°E
本條目為中國近代中興禪宗高僧虛雲老和尚的祖師塔概述。虛雲老和尚圓寂於雲居山真如禪寺雲居茅蓬內，荼毗後舍利骨灰安奉建塔於雲居山海會塔上。

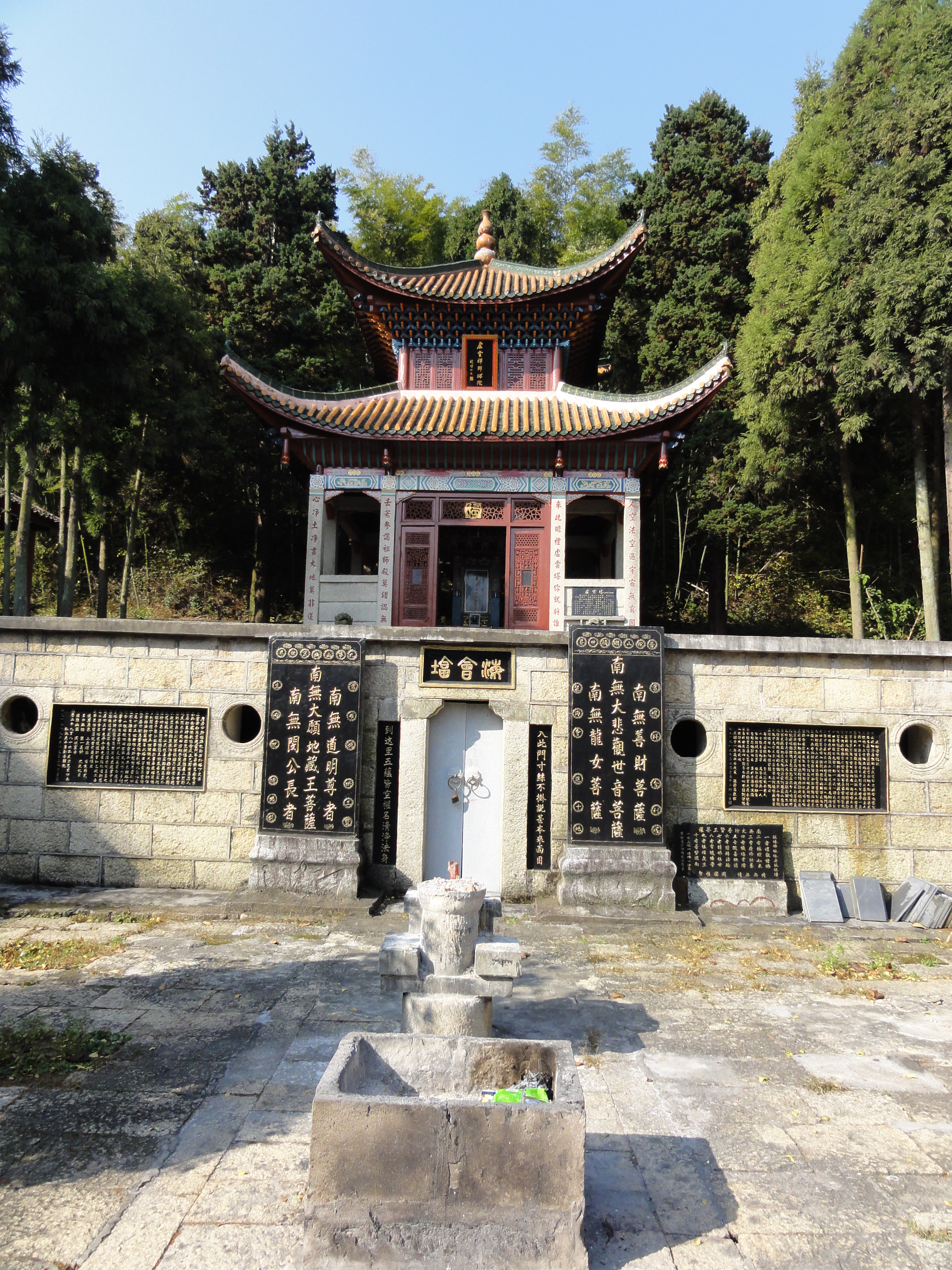
虛雲禪師塔院，位於雲居山趙州關外之海會塔塔院南端的塔坪頂。

## 地理位置

### 座落位置
塔座落於雲居山趙州關外東南側150米處，即海會塔塔院南端的塔坪頂，距真如寺常住約1公里。

### 塔座方位
- 座向：座北朝南
- 高度：520.2公尺
- 緯度：29.0933333
- 經度：115.579444

## 歷史

### 建造年代
- 始建年代：塔始建於公元1959年冬月。
- 修復年代：文革中塔遭毀損，而於1982年秋重建。

### 碑石鐫字
1. 塔身上正面青石碑鐫有橫排楷體字｢潙仰宗第八世祖」，豎列為｢上虛下雲老和尚舍利塔」；東西二面碑鐫有｢陳榮昌氏撰於民國十一年歲次壬辰《尼妙淨留偈記》」全文；背面一碑鐫有豎列楷體字「佛曆三千零八年歲次壬辰弟子四眾同建」、「公元一九八二年建塔工人福建美林工程隊」；四面碑龕邊柱有豎列對聯，其中正面為「虛空懸寶月，雲海現金身」。
2. 塔亭正面懸掛豎式門額，正中有豎列鎦金陽雕字為趙樸初敬書的｢虛雲禪師塔院」；亭牆木門兩側的四根石柱，分別鐫有｢人空法空過宇宙無窮國土，心淨土淨大地莫非道場」及｢來此瞻禮虛雲塔就將誰見，去若參謁祖師殿莫錯認無」等兩幅楹聯。
3. 塔院門入口，正中上方黑石碑橫排鐫有鎦金陽雕字｢虛公塔院」，兩側門柱鐫有「鼓山興學南華弘律乘願再來了往事，雞足安禪雲居攝眾所作已辦入涅槃」楹聯一對。

## 建造藝術
- 建石結構：花崗岩
- 雕刻藝術：詳見〈虛雲老和尚舍利塔〉，頁47，第一編總論，第三章全身塔墓，《雲居山新志》。

## 引用資料
1. ↑  〈虛雲和尚傳〉，頁171-190，第五編當代中興志，第一章，《雲居山新志》。
2. ↑  〈虛雲老和尚舍利塔〉，頁47，第一編總論，第三章全身塔墓，《雲居山新志》。

## 外部連結
- 地名規範資料庫：https://web.archive.org/web/20120618031039/http://dev.ddbc.edu.tw/authority/place/index.php 〈虛雲禪師塔院〉，ID No ：CN0360425T02AF
- 雲居山塔院巡禮：https://web.archive.org/web/20150128112821/http://dev.ddbc.edu.tw/yunjushan/ 2011.3.29
- 〈雲居山志重流通序〉，頁37，《雲居山志》：https://web.archive.org/web/20120314225228/http://buddhistinformatics.ddbc.edu.tw/fosizhi/ui.html?book=g074
- 〈虛雲紀念堂〉，｢雲居山佛教」網站：http://www.yjsfj.com/jnt.as%5B%5D
- DDBC Integrated Search：https://web.archive.org/web/20110301065021/http://isearch.ddbc.edu.tw/ 〈虛雲〉
- 人名規範資料庫：https://web.archive.org/web/20120618031035/http://dev.ddbc.edu.tw/authority/person/index.php 〈虛雲〉，ID No ：A004818p
- 佛光大辭典第三版名相釋文：https://web.archive.org/web/20110319201445/http://etext.fgs.org.tw/etext6/search-1.htm 〈虛雲〉
- 《虛雲老和尚文集》，七葉佛教書舍：http://www.book853.com/topicnews.aspx?tid=22 （页面存档备份，存于）
- 《虚云和尚年谱》，順德岑學呂寬賢编。報恩佛網：http://www.bfnn.org/bookgb/books2/1184.htm （页面存档备份，存于）
- 〈虛雲老和尚網路專輯〉：http://www.bfnn.org/hsuyun/ （页面存档备份，存于）